# Sankt Ruprecht-Falkendorf
Sankt Ruprecht-Falkendorf is een plaats en voormalige gemeente in de Oostenrijkse deelstaat Stiermarken. Het is sinds 2015 een ortschaft van de gemeente Sankt Georgen am Kreischberg, die deel uitmaakt van het district Murau.
De gemeente Sankt Ruprecht-Falkendorf telde op 31 oktober 2013 467 inwoners. In 2015 fuseerde ze met Sankt Georgen ob Murau, waarbij de gemeente  Sankt Georgen am Kreischberg tot stand kwam.

Stadsgemeenten:
Murau ·
Oberwölz

Marktgemeenten:
Mühlen ·
Neumarkt in der Steiermark ·
Sankt Lambrecht ·
Sankt Peter am Kammersberg
Scheifling ·

Overige gemeenten:
Krakau ·
Niederwölz ·
Ranten ·
Sankt Georgen am Kreischberg ·
Schöder ·
Stadl-Predlitz ·
Teufenbach-Katsch
- Gemeinsame Normdatei: 1031347968
- Virtual International Authority File: 296956154